# Rewizjonizm (marksizm)

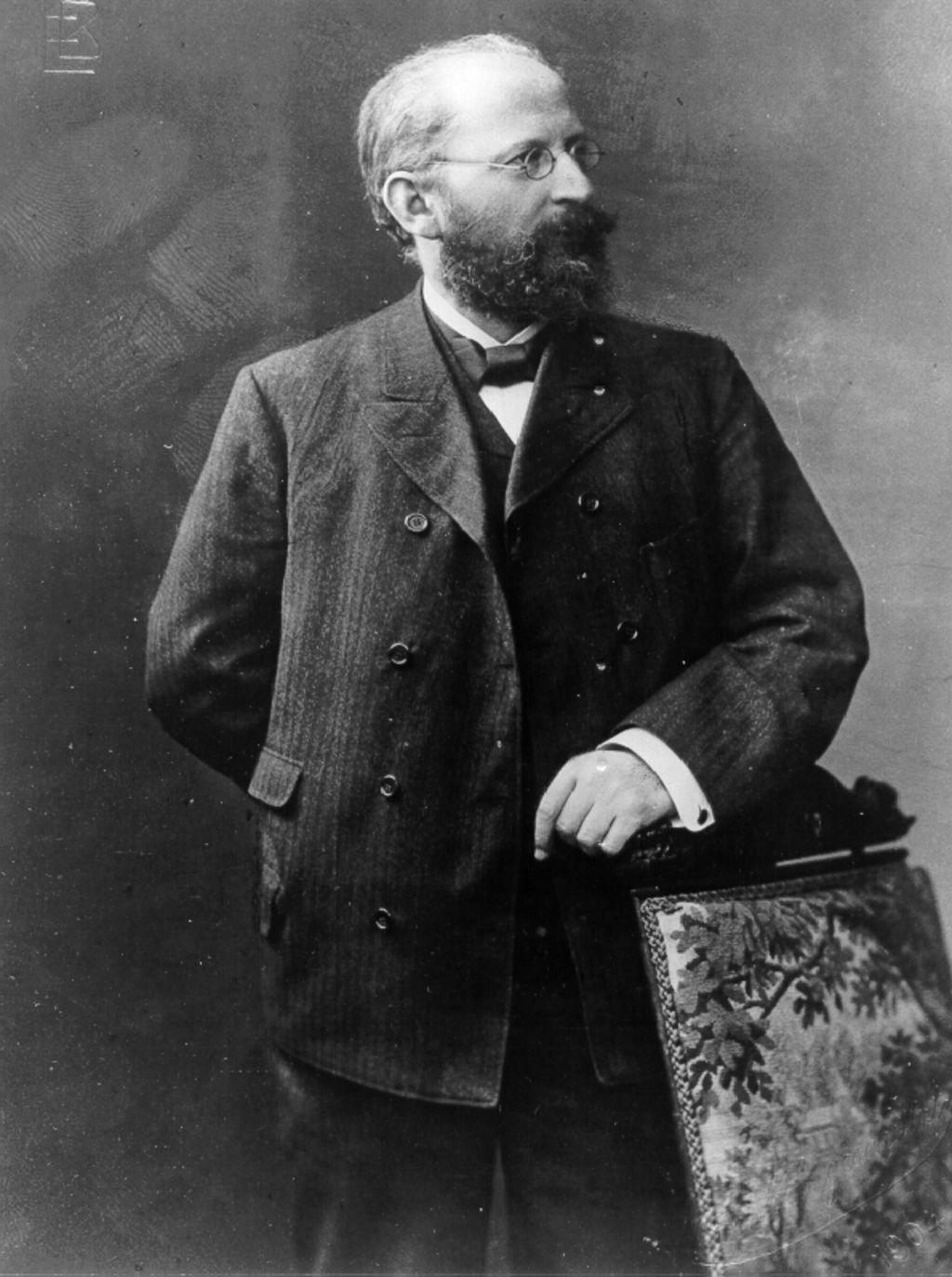
Główny teoretyk wczesnego rewizjonizmu Eduard Bernstein (1895)

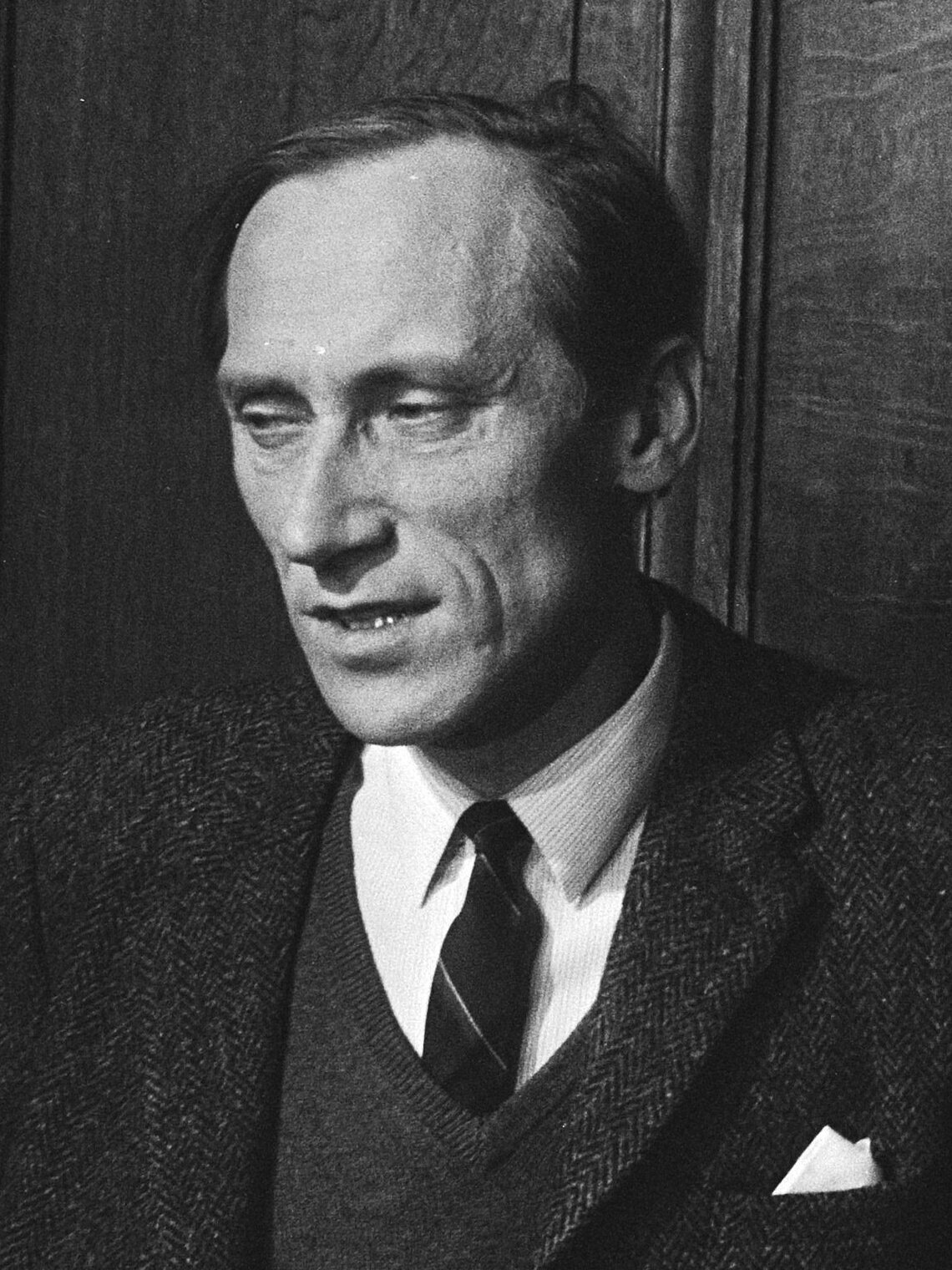
Leszek Kołakowski (1971)

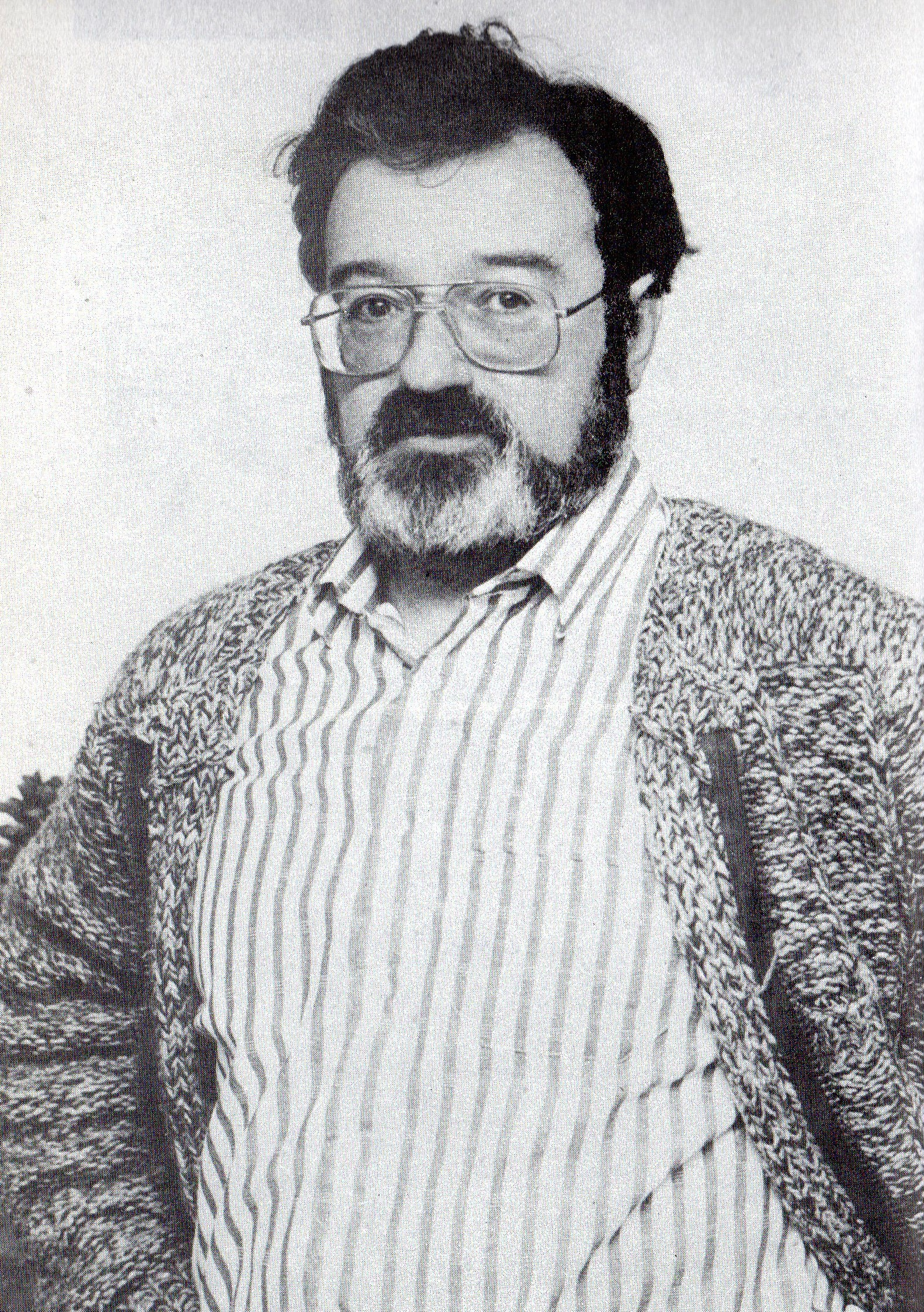
Leszek Nowak (przed 1992)

Rewizjonizm – kierunek ideologiczny powstały w XIX wieku i wyrosły z rewizji podstawowych założeń filozoficznych i doktrynalnych marksizmu. Za głównego teoretyka rewizjonizmu w pierwszym okresie uważa się Eduarda Bernsteina, który w swojej pracy Die Voraussetzungen des Sozialismus und die Aufgaben der Sozialdemokratie (1899) odrzucił koncepcję przewrotu rewolucyjnego. Poglądy określane w łonie marksizmu mianem rewizjonistycznych rozwinęły się później w bloku wschodnim na tle odwilży postalinowskiej, m.in. w Czechosłowacji (w okresie „praskiej wiosny”), Polsce (od przełomu październikowego), Jugosławii (grupa Praxis) i na Węgrzech.

## Reformizm socjaldemokratyczny (od 1875)
Pojęcie rewizjonizmu początkowo odnosiło się do nurtu ewolucjonistycznego w socjalizmie, którego założenia zostały sformułowane w programach gotajskim (1875) i erfurckim (1891) Socjaldemokratycznej Partii Niemiec pod przewodnictwem Augusta Bebla, Eduarda Bernsteina, Karla Kautskiego i Wilhelma Liebknechta. Program gotajski spotkał się z krytyką Karla Marksa (Krytyka programu gotajskiego, 1875), który poproszony przez twórców o stanowisko zarzucił programowi oportunizm. Program erfurcki opowiadał się za działalnością legalną i na gruncie pozytywizmu stawiał stopniową poprawę warunków życia robotników przed dążeniami do zmiany ustroju.

## W bloku wschodnim (od 1953)
Rewizjonizm marksistowski w Europie Wschodniej – określany także marksizmem krytycznym – pojawił się na fali destalinizacji, motywowany od strony moralnej poczuciem uwikłania w zbrodnie stalinizmu, a od strony intelektualnej dążeniem do zrzucenia ograniczeń wynikających z dogmatyzmu radzieckiej wykładni marksizmu i z dyscypliny partyjnej, a zatem do osłabienia zależności życia umysłowego od polityki komunistycznej. Nurt ten wychodził od założeń marksistowskich, ale z biegiem czasu część jego przedstawicieli – szczególnie na emigracji – zerwała całkowicie z tradycją marksizmu i przeszła na pozycje antykomunistyczne. Granica pomiędzy liberalnym, reformatorskim skrzydłem partii (bezpośrednio po 1956 puławianie) a właściwymi rewizjonistami była płynna, zaś sami rewizjoniści początkowo uważali się za lewicę partyjną i przedstawiali stalinizm jako rewizjonizm, tj. wypaczenie marksistowskiego kanonu. Raymond Taras wyróżnia wśród rewizjonistów m.in. dysydentów domagających się powrotu do autentycznego marksizmu oraz reformatorów, których celem było stopniowe przekształcenie ustroju z pozycji obozu władzy.
W Polsce do czołowych rewizjonistów zaliczali się z jednej strony Leszek Kołakowski, czerpiący inspirację z zachodniego liberalizmu, a z drugiej – Jacek Kuroń i Karol Modzelewski, odwołujący się do tradycji ruchu robotniczego. Znaczącą rolę w rozwoju myśli rewizjonistycznej odegrało środowisko warszawskiej szkoły historii idei, założonej przez Kołakowskiego i Bronisława Baczkę. W latach 70. i 80. wokół Leszka Nowaka i Jerzego Topolskiego rozwinęło się rewizjonistyczne skrzydło poznańskiej szkoły metodologicznej, które utożsamiło walkę klas z antypaństwowym zrywem „Solidarności” i postawiło sobie za cel opracowanie nie-Marksowskiego materializmu historycznego.

## Retoryka
Termin był wykorzystywany polemicznie do przedstawiania przeciwników ideowych jako błędnych interpretatorów myśli Marksa. W dyskusjach społeczno-politycznych toczących się w Polsce od 1954 służył kwalifikowaniu zwalczanych poglądów jako wywrotowych, a od 1957–1958 stał się oficjalnym określeniem poglądów nieprawomyślnych. Etykieta rewizjonisty służyła stygmatyzacji zwalczanego stanowiska i mogła zbliżać się znaczeniowo do heretyka („renegaci komunizmu”, „zdrajcy”, „dżuma socjalizmu”, „zaprzańcy”) lub wroga publicznego („wrogowie ustroju socjalistycznego”, „zwolennicy renesansu kapitalizmu”, „siły antysocjalistyczne”).